# كارل أنطون إيفال
كارل أنطون إيفال (بالألمانية: Carl Anton Ewald)‏ هو طبيب باطني وطبيب ألماني، ولد في 30 أكتوبر 1845 في برلين في ألمانيا، وتوفي بنفس المكان في 20 سبتمبر 1915.